# Cardiocondyla nigra
Cardiocondyla nigra (лат.) — вид муравьёв рода Cardiocondyla из подсемейства мирмицины. Обитают в западной части Палеарктики (Ближний Восток, Северная Африка, Южная Европа).

## Описание
Мелкие муравьи, длина рабочих особей составляет 2—3 мм. От близких видов отличается следующими признаками: глаза большие (EYE 0,249-0,283); постпетиоль примерно на 1,86 шире, чем длина в дорсальном виде. Метанотальная борозда отчетливая; опушение брюшка менее плотное. Постпетиолярный стернит в переднедорсолатеральном виде без выступающих переднелатеральных углов.  Стебелёк между грудью и брюшком состоит из двух члеников: петиолюса и постпетиолюса (последний чётко отделён от брюшка), жало развито. Ранее рассматривался или подвидом Cardiocondyla batesii, а с 1995 года его синонимом. С 2003 года восстановлен из синонимии в качестве валидного вида.